# Donald Henry Gaskins
Donald Henry „Pee Wee” Gaskins Jr (ur. 13 marca 1933, zm. 6 września 1991) – amerykański seryjny morderca, który popełnił dziewięć morderstw, choć on sam przyznał się do ponad stu morderstw. Opinie kryminalistyków na temat liczby jego ofiar są podzielone. Ze względu na fakt, iż nigdy nie potwierdzono większości zbrodni, które opisał, powszechnie uważa się zeznania Gaskinsa za przechwałki. Za swoje zbrodnie został stracony na krześle elektrycznym.

## Dzieciństwo i młodość
Gaskins urodził się we Florence County, w stanie Karolina Południowa. Większość swoich młodzieńczych lat spędził w zakładzie poprawczym, a później także w więzieniu. Z powodu drobnej budowy ciała (miał 162 cm wzrostu) stał się łatwym celem dla współwięźniów, którzy często dręczyli go fizycznie, a także wykorzystywali seksualnie. Ostatecznie zabił cenionego przez wszystkich więźnia Hazela Brazella, kiedy ten był w toalecie, co sprawiło, że przez resztę pobytu w zakładzie karnym traktowano go z szacunkiem.
Będąc młodzieńcem uderzył któregoś razu siekierą w głowę napotkaną kobietę i zostawił ją na pewną śmierć, jednak cudem udało się jej ujść z życiem. Gaskins ponownie trafił do więzienia.

## Morderstwa
Według Gaskinsa, w 1969 roku po wyjściu z więzienia, Gaskins miał kraść samochody i jeździć po autostradach Północnej i Południowej Karoliny, poszukując ofiar. Większość mieli stanowić autostopowicze, których mordował dla czystej przyjemności. W przeważającej większości, zeznań tych nie udało się potwierdzić.
Pierwsze potwierdzone morderstwo popełnił w 1973 roku. Motywy jego zbrodni były rozmaite. Jedna z ofiar zginęła, bo naśmiewała się z Gaskinsa, a inna bo była dłużna mu pieniądze. Zwłoki ofiar grzebał w pobliskim lesie. Nielicznym przechwalał się, że zabił wiele osób i oferował swoje usługi jako płatny morderca. W listopadzie 1975 roku na policję zgłosił się mężczyzna, który był świadkiem morderstwa Dennisa Bellamy’ego oraz Johna Knighta. Gaskins został aresztowany, a po miesiącu przesłuchań wskazał miejsce ukrycia zwłok siedmiu ofiar.

## Wyrok i egzekucja
W 1976 roku, Gaskins został skazany za swoje zbrodnie na dożywocie, gdyż wówczas, wykonywanie kary śmierci w obu Karolinach było zawieszone. 
W tym czasie Gaskins został uwięziony w Central Correctional Institute w Kolumbii, który znajdował się nad brzegiem rzeki Congaree, kiedy w lutym 1982 r. Gaskins był częścią spisku obejmującego kolejne morderstwo.
Rudolph Tyner został skazany za morderstwo właścicieli sklepów Murrells w sklepach Murrellsa Williama i Myrtle Moon, i skazany na śmierć. Syn Myrtle Moon, Tony Cimo, wierzył, że sprawiedliwość się nie dzieje, i planował zabić Tynera w celi śmierci. Cimo, Gaskins i Jack Martin, którzy podobnie jak Cimo mieszkali w hrabstwie Horry, planowali zabójstwo, które Gaskins zarejestrował na kasetach taśmowych. Odbyły się one 23 lutego 9 lipca i 14 lipca między innymi zarejestrowanymi w zeznaniach. Gaskins omówił swoją pierwszą nieudaną próbę zatrucia Tynera, a następnie zamordować Tynera za pomocą materiałów wybuchowych ukrytych w radiu. Gaskins użył pseudonimu „Gerald McCormick” do operatora telefonicznego w swoich rozmowach z Cimo i Martinem.
12 września materiały wybuchowe C4 przemycono do komórki więziennej Gaskinsa w Cell Block 2, przygotowując głośnik wbudowany w plastikowy kubek. Zbudowano żeńskie gniazdo elektryczne do podłączenia do przedłużacza. Następnie Gaskins poinstruował kolegę z Jamesa Browna, aby dostarczył puchar Tynerowi, i poinformował go: „Drut był w dolnym otworze w jego celi”. Gaskins w swoim pomyśle byłby w stanie porozmawiać z Tynerem, łącząc głośnik z drutem. Kiedy Tyner podłączył drut do kubka, wybuchy wybuchły, zabijając go.
Cimo został skazany na osiem lat więzienia lub zorganizował program, który służył trzy lata, a film telewizyjny CBS z października 1986 r. „Vengeance: The Story of Tony Cimo” został nadany na podstawie morderstwa Tynera Gaskinsa.  W szczególności Michael Bay przedstawił agenta państwowego Wydziału Prawa (SLED) w filmie dokumentalnym o mężczyźnie, który zaplanował morderstwo Gaskinsa dla Tynera. Brad Dourif zagrał fikcyjną wersję Gaskinsa, który odmówił zgody producentów na użycie jego nazwiska.
Sąd za zabójstwo Tynera skazał Gaskinsa na karę śmierci. Wyrok wykonano w więzieniu w Karolinie Południowej. Do dziś nie jest znana dokładna liczba osób zabitych przez Gaskinsa.

## Ofiary

Lokalizacja Karoliny Południowej, gdzie działał Gaskins, na mapie Stanów Zjednoczonych.

| Lp. | Ofiara         | Wiek | Data                 |
| --- | -------------- | ---- | -------------------- |
| 1.  | Hazel Brazell  | ?    | 1953                 |
| 2.  | Doreen Dempsey | 23   | Grudzień 1973        |
| 3.  | Jessie Ruth    | 22   | Lipiec 1974          |
| 4.  | Johnny Sellers | 36   | Lipiec 1974          |
| 5.  | Diane Nelly    | 29   | 23 kwietnia 1975     |
| 6.  | Avery Howard   | 35   | 23 kwietnia 1975     |
| 7.  | Dennis Bellamy | 29   | 10 października 1975 |
| 8.  | John Knight    | 15   | 10 października 1975 |
| 9.  | Rudolph Tyner  | 24   | 12 września 1982     |